# Тархунна
Тархунна — хетський бог грози. В інших мовах Анатолії носив ім'я Taru (хаттська), Tarḫu(wa)nt(a)- (лувійська), DEUS TONITRUS (передача лувійських ієрогліфів), Zaparwa (палайська), Trqqas/Trqqiz  лікійська та Trquδe (дат. п.)(карійська).
Його еквівалентами в Месопотамії були Адад (шумерська), Адад/Хадад (аккадська) і Тешуб (хуритська).
Бів богом грози, який відповідав за різні погодні явища, такі як грім, блискавка, гроза, дощ, хмари та бурі. Крім того, він керував небом і горами. Оскільки саме він вирішує, чи буде врожай чи посуха та голод, він стоїть на чолі хетського пантеону.
Давав хетському цареві місце «керуючого» країною Хатті від імені богів. Крім царської влади, у його віданні знаходяться інші державні інститути та проходження кордонів та доріг.

## Родина
Чоловік богині сонця Арінни. Їхні діти — боги Телепіну та Каммамма, богині Мецулла та Інара, а також боги грози міст Циппаланда та Нерік.

## Зображення
Був верховним божеством хетів і в святилищі на скелі в Язиликаї очолював чоловічі божества. Він описується як бородатий чоловік у гостроверхому ковпаку і зі скіпетром, що стоїть на згорблених богах гір Намні та Хацці. Він тримає зв'язку з трьох блискавок у руці. На барельєфі з Івріза він зображений у подвійній рогатій короні, туфлях з довгим вузьким носом, з колоссями зерна та гронами винограду. Пізніші зображення показують його з бойовою сокирою у формі тесла.

## Вшанування в пізні епохи
У залізну добу у новохетських царствах шанувався під ім'ям Тархунца. Лікійці знали його під ім'ям Trqqas/Trqqiz . У карійській жертовній формулі зафіксовано форму trquδe «Тархунту» . Навіть ще в римський час у південній Анатолії засвідчено особисте ім'я Трокондас, що сходить до Таргунту.